# 9x10 novanta
9x10 novanta è un film collettivo del 2014 firmato da nove registi scelti nel nuovo panorama cinematografico italiano.

## Trama
Nel 2014, l'Istituto Luce compie novant'anni. Per festeggiare l'evento, nove registi emergenti del cinema italiano hanno realizzato un piccolo film utilizzando ciascuno dieci minuti di immagini scelte dall'archivio dell'Istituto, creando un album di storie di diverso genere che raccontano l'Italia. Il film è un viaggio nell'immenso e prezioso archivio dell'Istituto Luce che dal 1924 è serbatoio di abilità cinematografiche e di storia italiana.

## Distribuzione
È stato presentato alla 70ª Mostra internazionale d'arte cinematografica di Venezia e in numerosi altri festival cinematografici nel mondo. Ha inoltre vinto un premio speciale ai Nastri d'argento.

## Critica
(Marzia Gandolfi)
(Gabriele Niola)

## Riconoscimenti
- 2015 - Nastro d'argento
  - Premio speciale